# スリーエフ presents 天野企画
『スリーエフ presents 天野企画』（あまのきかく）は、TOKYO FMにて毎週金曜 16:30-16:55に放送されていたラジオ番組である。2012年10月5日放送開始。2014年3月28日放送終了。

## 概要
コンビニエンスストア「スリーエフ」の一社提供番組。天野ひろゆきが社長を務める架空の会社「天野企画」が近未来のヒットを生み出すことを目的として、現在話題の商品やトピックの裏側を独自の視点で取材し紹介する。
ニッポン放送『キャイ〜ン天野ひろゆきのMEGAうま!ラジオバーガー!!』以来となる天野単独ラジオレギュラー。

## パーソナリティ
- 天野ひろゆき

## 放送時間
- 毎週金曜 16:30 - 16:55

## コーナー
本日のテーマ紹介
今話題のトピックを紹介。また独自に取材して得たヒットの秘密を天野が読み上げる。

そして、その内容にインスパイアされた天野企画の新しいアイディアを発表する。

天野企画の社員として天野の事務所浅井企画の後輩が出演することもある。
スリーエフ短歌
リスナーから募集したスリーエフにまつわる短歌を紹介する。
スリーエフから差し入れ
スポンサーのスリーエフからスリーエフの商品が差し入れられる。